# Leniwe pierogi
Leniwe pierogi (pierogi leniwe, potocznie: leniwe) – grube kluski przyrządzane z twarogu, jaj, mąki i ugotowanych ziemniaków (opcjonalny składnik), gotowane w lekko osolonej wodzie. Czasem dodatkowo podsmaża się je na patelni. 
Według polskich podręczników do gastronomii, składniki na leniwe pierogi z ciasta ziemniaczanego są następujące: ser biały, gotowane ziemniaki, mąka pszenna, jaja, mąka ziemniaczana, sól do smaku. Ser i ziemniaki przepuszcza się przez maszynkę. Wyrobione ciasto dzieli się na części, z których formuje się wałki o średnicy 3 cm, które następnie się spłaszcza i kroi na ukośne kluski.
Jest to potrawa bardzo wartościowa, a przy tym łatwa do przyrządzenia. Zaliczana do legumin, przygotowywana na śniadanie, obiad lub deser. Leniwe najczęściej podawane są na słodko ale też i na słono:
- z bitą śmietaną, śmietaną[5] i cukrem,
- okraszone stopionym masłem i smażoną bułką tartą[5][2]
- z cukrem i cynamonem.

Nazwa „leniwe pierogi” wywodzi się stąd, że składniki tych klusek podobne są do składników pierogów z serem (twarogiem), tylko nadzienie i ciasto są wymieszane razem.